# Tyler Robertson
Tyler Patrick Robertson (né le 23 décembre 1987 à Simi Valley, Californie, États-Unis) est un lanceur gaucher des Ligues majeures de baseball jouant avec les Twins du Minnesota.

## Carrière
Tyler Robertson est un choix de troisième ronde des Twins du Minnesota en 2006. Il débute la même année en ligues mineures et est lanceur partant jusqu'en 2010 avant de devenir lanceur de relève.
Robertson fait ses débuts dans le baseball majeur avec les Twins le 26 juin 2012 contre les White Sox de Chicago et il retire sur des prises les trois premiers frappeurs qu'il affronte. C'est le premier lanceur des Twins à réussir pareil exploit à ses débuts dans les majeures.